# Chikkadiganahalli, Krishnarajpet
Chikkadiganahalli là một làng thuộc tehsil Krishnarajpet, huyện Mandya, bang Karnataka, Ấn Độ.